# Oglala (CDP)
Oglala (en lakota: Oglála; és una concentració de població designada pel cens al comtat d'Oglala Lakota a l'estat de Dakota del Sud. Segons el cens del tenia 1.229 habitants. Segons l'Oficina del Cens dels Estats Units, el CDP té una superfície total de 35 km2, dels quals 32 km2 són terra ferma i 2,3 km2 (6,37%) és aigua. Oglala es troba directament al nord de la presa Oglala i el seu embassament, Oglala Lake.

## Demografia
Segons el cens del 2000, Oglala tenia 1.229 habitants, 229 habitatges, i 201 famílies. La densitat de població era de 38 habitants per km².
Dels 229 habitatges en un 53,7% hi vivien nens de menys de 18 anys, en un 34,1% hi vivien parelles casades, en un 41,5% dones solteres, i en un 12,2% no eren unitats familiars. En el 10% dels habitatges hi vivien persones soles el 4,4% de les quals corresponia a persones de 65 anys o més que vivien soles. El nombre mitjà de persones vivint en cada habitatge era de 5,31 i el nombre mitjà de persones que vivien en cada família era de 5,62.
Per edats la població es repartia de la següent manera: un 47,8% tenia menys de 18 anys, un 10,6% entre 18 i 24, un 26,9% entre 25 i 44, un 9,9% de 45 a 60 i un 4,9% 65 anys o més.
L'edat mediana era de 19 anys. Per cada 100 dones de 18 o més anys hi havia 92,8 homes.
La renda mediana per habitatge era de 17.300 $ i la renda mediana per família de 19.688 $. Els homes tenien una renda mediana de 15.781 $ mentre que les dones 20.781 $. La renda per capita de la població era de 3.824 $. Entorn del 45,1% de les famílies i el 55,8% de la població estaven per davall del llindar de pobresa.

## Poblacions properes
El següent diagrama mostra les poblacions més properes.